# Anne Smith
Ne pas confondre avec Anna Smith également joueuse de tennis.
Pour les articles homonymes, voir Anne Smith (homonymie) et Smith.
Anne Smith (née le 1er juillet 1959 à Dallas, Texas) est une joueuse de tennis américaine, professionnelle de 1978 au début des années 1990.
Joueuse de bon niveau en simple, c'est en double dames qu'elle a réalisé des performances d'exception, notamment au début des années 1980 aux côtés de Kathy Jordan. Numéro un mondiale de la spécialité le 1er octobre 1981, elle a décroché trente-deux tournois WTA pendant sa carrière dans cette spécialité, dont cinq en Grand Chelem (deux fois Roland-Garros en 1980 et 1982).
Elle a aussi gagné cinq titres en double mixte.
Anne Smith a participé à ses derniers tournois en 1992 sur le circuit WTA, jouant par la suite quelques épreuves ITF aux États-Unis.

## Palmarès

### Titre en simple dames
Aucun

### Finales en simple dames
| No | Date       | Nom et lieu du tournoi                             | Catégorie | Dotation  | Surface         | Vainqueure          | Score         |          |
| -- | ---------- | -------------------------------------------------- | --------- | --------- | --------------- | ------------------- | ------------- | -------- |
| 1  | 04-01-1982 | Avon Championships of Washington, Washington       | Champ’s   | 200 000 $ | Moquette (int.) | Martina Navrátilová | 6-2, 6-3      | Parcours |
| 2  | 26-10-1987 | Virginia Slims of Indianapolis, Indianapolis       |           | 75 000 $  | Dur (int.)      | Halle Carroll       | 4-6, 6-4, 7-6 | Parcours |
| 3  | 03-10-1988 | Virginia Slims of New Orleans, La Nouvelle-Orléans | Tier III  | 250 000 $ | Dur (ext.)      | Chris Evert         | 6-4, 6-1      | Parcours |
| 4  | 18-02-1991 | Virginia Slims of Oklahoma, Oklahoma City          | Tier IV   | 150 000 $ | Dur (int.)      | Jana Novotná        | 3-6, 6-3, 6-2 | Parcours |

### Titres en double dames
| No | Date       | Nom et lieu du tournoi                            | Catégorie      | Dotation  | Surface         | Partenaire          | Finalistes                         | Score         |          |
| -- | ---------- | ------------------------------------------------- | -------------- | --------- | --------------- | ------------------- | ---------------------------------- | ------------- | -------- |
| 1  | 06-03-1978 | Bridgestone doubles of Dallas Dallas              |                | 100 000 $ | Moquette (int.) | Martina Navrátilová | Evonne Goolagong Betty Stöve       | 6-3, 7-6      | Parcours |
| 2  | 06-11-1978 | Florida Federal Open ClearWater                   |                | 75 000 $  | Dur (ext.)      | Martina Navrátilová | Kerry Reid Wendy Turnbull          | 7-6, 6-3      | Parcours |
| 3  | 26-02-1979 | Avon Championships of Dallas Dallas               |                | 200 000 $ | Moquette (int.) | Martina Navrátilová | Chris Evert Rosie Casals           | 7-6, 6-2      | Parcours |
| 4  | 06-08-1979 | US Clay Court Championships Indianapolis          |                | 100 000 $ | Terre (ext.)    | Kathy Jordan        | Penny Johnson Paula Smith          | 6-1, 6-0      | Parcours |
| 5  | 22-10-1979 | Florida Federal Open Tampa                        | Colgate Series | 100 000 $ | Dur (ext.)      | Virginia Ruzici     | Ilana Kloss Betty-Ann Stuart       | 7-5, 4-6, 7-5 | Parcours |
| 6  | 19-11-1979 | Daihatsu Challenge Brighton                       | Colgate Series | 100 000 $ | Moquette (int.) | Ann Kiyomura        | Ilana Kloss Laura duPont           | 6-2, 6-1      | Parcours |
| 7  | 07-04-1980 | Family Circle Cup Hilton Head                     |                | 150 000 $ | Terre (ext.)    | Kathy Jordan        | Candy Reynolds Paula Smith         | 6-2, 6-1      | Parcours |
| 8  | 26-05-1980 | Roland-Garros Paris                               | G. Chelem      | 250 000 $ | Terre (ext.)    | Kathy Jordan        | Ivanna Madruga Adriana Villagrán   | 6-1, 6-0      | Parcours |
| 9  | 16-06-1980 | BMW Championships Eastbourne                      |                | 125 000 $ | Gazon (ext.)    | Kathy Jordan        | Pam Shriver Betty Stöve            | 6-4, 6-1      | Parcours |
| 10 | 23-06-1980 | The Championships Wimbledon                       | G. Chelem      | 259 000 $ | Gazon (ext.)    | Kathy Jordan        | Rosie Casals Wendy Turnbull        | 4-6, 7-5, 6-1 | Parcours |
| 11 | 14-07-1980 | Player's Challenge Classic Montréal               |                | 100 000 $ | Dur (ext.)      | Pam Shriver         | Ann Kiyomura Greer Stevens         | 3-6, 6-6, ab. | Parcours |
| 12 | 04-08-1980 | US Clay Court Championships Indianapolis          |                | 150 000 $ | Terre (ext.)    | Paula Smith         | Virginia Ruzici Renáta Tomanová    | 4-6, 6-3, 6-4 | Parcours |
| 13 | 15-09-1980 | Buick Riviera Classic Las Vegas                   |                | 200 000 $ | Dur (int.)      | Kathy Jordan        | Martina Navrátilová Betty Stöve    | 2-6, 6-4, 6-3 | Parcours |
| 14 | 20-10-1980 | Daihatsu Challenge Brighton                       |                | 125 000 $ | Moquette (int.) | Kathy Jordan        | Martina Navrátilová Betty Stöve    | 6-3, 7-5      | Parcours |
| 15 | 19-01-1981 | Avon Championships of Cincinnati Cincinnati       |                | 150 000 $ | Moquette (int.) | Kathy Jordan        | Martina Navrátilová Pam Shriver    | 1-6, 6-3, 6-3 | Parcours |
| 16 | 31-08-1981 | US Open Flushing Meadows                          | G. Chelem      | 400 000 $ | Dur (ext.)      | Kathy Jordan        | Rosie Casals Wendy Turnbull        | 6-3, 6-3      | Parcours |
| 17 | 19-10-1981 | Daihatsu Challenge Brighton                       |                | 125 000 $ | Moquette (int.) | Barbara Potter      | Mima Jaušovec Pam Shriver          | 6-7, 6-3, 6-4 | Parcours |
| 18 | 30-11-1981 | Toyota Australian Open Melbourne                  | G. Chelem      | 200 000 $ | Gazon (ext.)    | Kathy Jordan        | Martina Navrátilová Pam Shriver    | 6-2, 7-5      | Parcours |
| 19 | 04-01-1982 | Avon Championships of Washington Washington       | Champ’s        | 200 000 $ | Moquette (int.) | Kathy Jordan        | Martina Navrátilová Pam Shriver    | 6-2, 3-6, 6-1 | Parcours |
| 20 | 01-03-1982 | Avon Championships of Los Angeles Los Angeles     | Champ’s        | 150 000 $ | Moquette (int.) | Kathy Jordan        | Barbara Potter Sharon Walsh        | 6-3, 7-5      | Parcours |
| 21 | 15-03-1982 | Avon Championships of Boston Boston               | Champ’s        | 150 000 $ | Moquette (int.) | Kathy Jordan        | Rosie Casals Wendy Turnbull        | 7-6, 2-6, 6-4 | Parcours |
| 22 | 24-05-1982 | Roland-Garros Paris                               | G. Chelem      | 367 500 $ | Terre (ext.)    | Martina Navrátilová | Rosie Casals Wendy Turnbull        | 6-3, 6-4      | Parcours |
| 23 | 15-11-1982 | National Panasonic Open Brisbane                  | Series 4       | 125 000 $ | Gazon (ext.)    | Billie Jean King    | Claudia Kohde-Kilsch Eva Pfaff     | 6-3, 6-4      | Parcours |
| 24 | 18-04-1983 | United Airlines Tournament Orlando                |                | 200 000 $ | Terre (ext.)    | Billie Jean King    | Martina Navrátilová Pam Shriver    | 6-3, 1-6, 7-6 | Parcours |
| 25 | 16-04-1984 | WTA Championships Amelia Island                   | VS Tour C4     | 250 000 $ | Terre (ext.)    | Kathy Jordan        | Anne Hobbs Mima Jaušovec           | 6-4, 3-6, 6-4 | Parcours |
| 26 | 25-03-1985 | WTA of PGA Palm Beach Gardens                     |                | 50 000 $  | Terre (ext.)    | Joanne Russell      | Laura Arraya Gabriela Sabatini     | 1-6, 6-1, 7-6 | Parcours |
| 27 | 03-03-1986 | Virginia Slims of Pennsylvania Hershey            |                | 75 000 $  | Moquette (int.) | Candy Reynolds      | Sandy Collins Kim Sands            | 7-6, 6-1      | Parcours |
| 28 | 29-09-1986 | Virginia Slims of New Orleans La Nouvelle-Orléans |                | 150 000 $ | Moquette (int.) | Candy Reynolds      | Svetlana Cherneva Larisa Savchenko | 6-3, 3-6, 6-3 | Parcours |
| 29 | 12-02-1990 | Virginia Slims of Chicago Chicago                 | Tier I         | 500 000 $ | Moquette (int.) | Martina Navrátilová | Arantxa Sánchez Nathalie Tauziat   | 6-7, 6-4, 6-3 | Parcours |
| 30 | 06-08-1990 | Virginia Slims of Albuquerque Albuquerque         | Tier IV        | 150 000 $ | Dur (ext.)      | Meredith McGrath    | Peanut Louie Wendy White           | 7-6, 6-4      | Parcours |
| 31 | 29-10-1990 | Virginia Slims of California Oakland              | Tier II        | 350 000 $ | Moquette (int.) | Meredith McGrath    | Rosalyn Fairbank Robin White       | 2-6, 6-0, 6-4 | Parcours |
| 32 | 18-02-1991 | Virginia Slims of Oklahoma Oklahoma City          | Tier IV        | 150 000 $ | Dur (int.)      | Meredith McGrath    | Katrina Adams Jill Hetherington    | 6-2, 6-4      | Parcours |

### Finales en double dames
| No | Date       | Nom et lieu du tournoi                       | Catégorie      | Dotation  | Surface         | Vainqueures                          | Partenaire          | Score         |          |
| -- | ---------- | -------------------------------------------- | -------------- | --------- | --------------- | ------------------------------------ | ------------------- | ------------- | -------- |
| 1  | 25-09-1978 | Wyler’s Women’s Classic Atlanta              |                | 100 000 $ | Moquette (int.) | Françoise Dürr Virginia Wade         | Martina Navrátilová | 4-6, 6-2, 6-4 | Parcours |
| 2  | 02-10-1978 | Thunderbird Classic Phoenix                  |                | 75 000 $  | Dur (ext.)      | Tracy Austin Betty Stöve             | Martina Navrátilová | 6-4, 6-7, 6-2 | Parcours |
| 3  | 12-02-1979 | Avon Championships of Los Angeles Inglewood  |                | 150 000 $ | Moquette (int.) | Rosie Casals Chris Evert             | Martina Navrátilová | 6-4, 1-6, 6-3 | Parcours |
| 4  | 24-09-1979 | Davidson’s Classic Atlanta                   |                | 100 000 $ | Moquette (int.) | Wendy Turnbull Betty Stöve           | Ann Kiyomura        | 6-2, 6-4      | Parcours |
| 5  | 26-11-1979 | Toyota Classic Melbourne                     | Colgate Series | 100 000 $ | Gazon (ext.)    | Wendy Turnbull Billie Jean King      | Dianne Fromholtz    | 6-3, 6-3      | Parcours |
| 6  | 04-02-1980 | Avon Championships of Los Angeles Inglewood  |                | 125 000 $ | Moquette (int.) | Rosie Casals Martina Navrátilová     | Kathy Jordan        | 7-6, 6-2      | Parcours |
| 7  | 18-02-1980 | Avon Championships of Detroit Détroit        |                | 200 000 $ | Moquette (int.) | Billie Jean King Ilana Kloss         | Kathy Jordan        | 3-6, 6-3, 6-2 | Parcours |
| 8  | 21-07-1980 | Central Fidelity Bank International Richmond |                | 100 000 $ | Moquette (int.) | Billie Jean King Martina Navrátilová | Pam Shriver         | 6-4, 4-6, 6-3 | Parcours |
| 9  | 22-09-1980 | Davidson’s Classic Atlanta                   |                | 100 000 $ | Moquette (int.) | Barbara Potter Sharon Walsh          | Kathy Jordan        | 6-3, 6-1      | Parcours |
| 10 | 29-09-1980 | US Indoors Minneapolis                       |                | 100 000 $ | Moquette (int.) | Ann Kiyomura Candy Reynolds          | Paula Smith         | 6-3, 4-6, 6-1 | Parcours |
| 11 | 03-11-1980 | Porsche Grand Prix Filderstadt               |                | 125 000 $ | Dur (int.)      | Hana Mandlíková Betty Stöve          | Kathy Jordan        | 6-4, 7-5      | Parcours |
| 12 | 10-11-1980 | Florida Federal Open Tampa                   |                | 125 000 $ | Dur (ext.)      | Rosie Casals Candy Reynolds          | Paula Smith         | 7-6, 7-5      | Parcours |
| 13 | 09-03-1981 | Avon Championships of Dallas Dallas          |                | 200 000 $ | Moquette (int.) | Martina Navrátilová Pam Shriver      | Kathy Jordan        | 7-5, 6-4      | Parcours |
| 14 | 15-06-1981 | BMW Championships Eastbourne                 |                | 125 000 $ | Gazon (ext.)    | Martina Navrátilová Pam Shriver      | Kathy Jordan        | 6-7, 6-2, 6-1 | Parcours |
| 15 | 22-06-1981 | The Championships Wimbledon                  | G. Chelem      | 300 000 $ | Gazon (ext.)    | Martina Navrátilová Pam Shriver      | Kathy Jordan        | 6-3, 7-6      | Parcours |
| 16 | 10-08-1981 | Central Fidelity Bank International Richmond |                | 100 000 $ | Moquette (int.) | Sue Barker Ann Kiyomura              | Kathy Jordan        | 4-6, 6-7, 6-4 | Parcours |
| 17 | 17-08-1981 | Player’s Canadian Open Toronto               |                | 200 000 $ | Dur (ext.)      | Martina Navrátilová Pam Shriver      | Candy Reynolds      | 7-6, 7-6      | Parcours |
| 18 | 26-10-1981 | Porsche Tennis GP Filderstadt                |                | 125 000 $ | Dur (int.)      | Mima Jaušovec Martina Navrátilová    | Barbara Potter      | 6-4, 6-1      | Parcours |
| 19 | 23-11-1981 | Building Society NSW Open Sydney             |                | 125 000 $ | Gazon (ext.)    | Martina Navrátilová Pam Shriver      | Kathy Jordan        | 6-7, 6-2, 6-4 | Parcours |
| 20 | 11-01-1982 | Avon Championships of Cincinnati Cincinnati  | Champ’s        | 150 000 $ | Moquette (int.) | Sue Barker Ann Kiyomura              | Pam Shriver         | 6-2, 7-6      | Parcours |
| 21 | 18-01-1982 | Avon Championships of Seattle Seattle        | Champ’s        | 150 000 $ | Moquette (int.) | Rosie Casals Wendy Turnbull          | Kathy Jordan        | 7-5, 6-4      | Parcours |
| 22 | 08-02-1982 | Avon Championships of Kansas Kansas City     | Champ’s        | 100 000 $ | Moquette (int.) | Barbara Potter Sharon Walsh          | Mary Lou Piatek     | 4-6, 6-2, 6-2 | Parcours |
| 23 | 22-03-1982 | Avon Circuit Championships New York          | Masters        | 300 000 $ | Moquette (int.) | Martina Navrátilová Pam Shriver      | Kathy Jordan        | 6-4, 6-3      | Parcours |
| 24 | 15-04-1982 | Bridgestone Doubles Fort Worth               | Series 5       | 150 000 $ | Moquette (int.) | Martina Navrátilová Pam Shriver      | Kathy Jordan        | 7-5, 6-3      | Parcours |
| 25 | 26-04-1982 | United Airlines Tournament Orlando           | Series 7       | 200 000 $ | Terre (ext.)    | Rosie Casals Wendy Turnbull          | Kathy Jordan        | 6-3, 6-3      | Parcours |
| 26 | 14-06-1982 | BMW Championships Eastbourne                 | Series 5       | 150 000 $ | Gazon (ext.)    | Martina Navrátilová Pam Shriver      | Kathy Jordan        | 6-3, 6-4      | Parcours |
| 27 | 21-06-1982 | The Championships Wimbledon                  | G. Chelem      | 350 000 $ | Gazon (ext.)    | Martina Navrátilová Pam Shriver      | Kathy Jordan        | 6-4, 6-1      | Parcours |
| 28 | 18-10-1982 | Porsche Grand Prix Filderstadt               | Series 4       | 150 000 $ | Dur (int.)      | Martina Navrátilová Pam Shriver      | Candy Reynolds      | 6-2, 6-3      | Parcours |
| 29 | 03-01-1983 | Virginia Slims of Washington Washington      |                | 150 000 $ | Moquette (int.) | Martina Navrátilová Pam Shriver      | Kathy Jordan        | 4-6, 7-5, 6-3 | Parcours |
| 30 | 14-02-1983 | Virginia Slims of Chicago Chicago            |                | 150 000 $ | Moquette (int.) | Martina Navrátilová Pam Shriver      | Kathy Jordan        | 6-1, 6-2      | Parcours |
| 31 | 14-03-1983 | Virginia Slims of Boston Boston              |                | 150 000 $ | Moquette (int.) | Jo Durie Ann Kiyomura                | Kathy Jordan        | 6-3, 6-1      | Parcours |
| 32 | 28-03-1983 | Bridgestone Doubles Tokyo                    |                | 150 000 $ | Moquette (int.) | Billie Jean King Sharon Walsh        | Kathy Jordan        | 6-1, 6-1      | Parcours |
| 33 | 23-05-1983 | Roland-Garros Paris                          | G. Chelem      | 350 000 $ | Terre (ext.)    | Rosalyn Fairbank Candy Reynolds      | Kathy Jordan        | 5-7, 7-5, 6-2 | Parcours |
| 34 | 25-06-1984 | The Championships Wimbledon                  | G. Chelem      | 680 000 $ | Gazon (ext.)    | Martina Navrátilová Pam Shriver      | Kathy Jordan        | 6-3, 6-4      | Parcours |
| 35 | 20-01-1986 | Virginia Slims of Kansas Wichita             |                | 75 000 $  | Moquette (int.) | Kathy Jordan Candy Reynolds          | Joanne Russell      | 6-3, 6-7, 6-3 | Parcours |
| 36 | 27-10-1986 | Virginia Slims of Indianapolis Indianapolis  |                | 75 000 $  | Dur (ext.)      | Zina Garrison Lori McNeil            | Candy Reynolds      | 4-5, ab.      | Parcours |
| 37 | 16-07-1990 | Virginia Slims of Newport Newport (RI)       | Tier III       | 225 000 $ | Gazon (ext.)    | Lise Gregory Gretchen Rush           | Patty Fendick       | 7-6, 6-1      | Parcours |
| 38 | 04-03-1991 | Virginia Slims of Florida Boca Raton         | Tier I         | 500 000 $ | Dur (ext.)      | Larisa Neiland Natasha Zvereva       | Meredith McGrath    | 6-4, 7-6      | Parcours |

### Titres en double mixte
| No | Date       | Nom et lieu du tournoi      | Catégorie | Dotation  | Surface      | Partenaire    | Finalistes                       | Score         |          |
| -- | ---------- | --------------------------- | --------- | --------- | ------------ | ------------- | -------------------------------- | ------------- | -------- |
| 1  | 26-05-1980 | Roland-Garros Paris         | G. Chelem | 250 000 $ | Terre (ext.) | Billy Martin  | Renáta Tomanová Stanislav Birner | 2-6, 6-4, 8-6 | Parcours |
| 2  | 31-08-1981 | US Open Flushing Meadows    | G. Chelem | 400 000 $ | Dur (ext.)   | Kevin Curren  | Joanne Russell Steve Denton      | 6-3, 7-6      | Parcours |
| 3  | 21-06-1982 | The Championships Wimbledon | G. Chelem | 350 000 $ | Gazon (ext.) | Kevin Curren  | Wendy Turnbull John Lloyd        | 2-6, 6-3, 7-5 | Parcours |
| 4  | 30-08-1982 | US Open Flushing Meadows    | G. Chelem | 632 000 $ | Dur (ext.)   | Kevin Curren  | Barbara Potter Ferdi Taygan      | 6-7, 7-6, 7-6 | Parcours |
| 5  | 28-05-1984 | Roland-Garros Paris         | G. Chelem | 680 000 $ | Terre (ext.) | Dick Stockton | Anne Minter Laurie Warder        | 6-2, 6-4      | Parcours |

## Parcours en Grand Chelem

### En simple dames
| Année | Open d'Australie (janvier) | Open d'Australie (janvier) | Internationaux de France | Internationaux de France | Wimbledon       | Wimbledon           | US Open         | US Open             | Open d'Australie (décembre) | Open d'Australie (décembre) |
| ----- | -------------------------- | -------------------------- | ------------------------ | ------------------------ | --------------- | ------------------- | --------------- | ------------------- | --------------------------- | --------------------------- |
| 1977  | -                          | -                          | -                        | -                        | 2e tour (1/32)  | Billie Jean King    | 2e tour (1/32)  | Billie Jean King    | -                           | -                           |
| 1978  | n/a                        | n/a                        | -                        | -                        | -               | -                   | 4e tour (1/8)   | Tracy Austin        | -                           | -                           |
| 1979  | n/a                        | n/a                        | 3e tour (1/8)            | Regina Maršíková         | 2e tour (1/32)  | Mimi Wikstedt       | 4e tour (1/8)   | Kerry Reid          | -                           | -                           |
| 1980  | n/a                        | n/a                        | 3e tour (1/8)            | Wendy Turnbull           | 2e tour (1/32)  | Billie Jean King    | 1er tour (1/64) | Tracy Austin        | -                           | -                           |
| 1981  | n/a                        | n/a                        | 4e tour (1/8)            | Kathy Rinaldi            | 2e tour (1/32)  | Hana Mandlíková     | 1/4 de finale   | Martina Navrátilová | 1er tour (1/32)             | Helena Suková               |
| 1982  | n/a                        | n/a                        | 4e tour (1/8)            | Lucia Romanov            | 1/4 de finale   | Bettina Bunge       | -               | -                   | 1/4 de finale               | Martina Navrátilová         |
| 1983  | n/a                        | n/a                        | 1er tour (1/64)          | Kathy Jordan             | -               | -                   | -               | -                   | -                           | -                           |
| 1985  | n/a                        | n/a                        | 1er tour (1/64)          | Sylvia Hanika            | 4e tour (1/8)   | Chris Evert         | -               | -                   | -                           | -                           |
| 1986  | n/a                        | n/a                        | 3e tour (1/16)           | Chris Evert              | 1er tour (1/64) | Helen Kelesi        | 1er tour (1/64) | Beverly Bowes       | n/a                         | n/a                         |
| 1987  | 3e tour (1/16)             | Hana Mandlíková            | -                        | -                        | 2e tour (1/32)  | Elise Burgin        | -               | -                   | n/a                         | n/a                         |
| 1988  | -                          | -                          | -                        | -                        | -               | -                   | 1er tour (1/64) | Pam Shriver         | n/a                         | n/a                         |
| 1989  | -                          | -                          | -                        | -                        | -               | -                   | 2e tour (1/32)  | Monica Seles        | n/a                         | n/a                         |
| 1990  | -                          | -                          | -                        | -                        | 2e tour (1/32)  | Martina Navrátilová | -               | -                   | n/a                         | n/a                         |
| 1991  | 2e tour (1/32)             | Karina Habšudová           | -                        | -                        | -               | -                   | 2e tour (1/32)  | Kimberly Po         | n/a                         | n/a                         |

À droite du résultat, l’ultime adversaire.

### En double dames
| Année | Open d'Australie (janvier) | Open d'Australie (janvier) | Internationaux de France    | Internationaux de France  | Wimbledon                     | Wimbledon                  | US Open                      | US Open                     | Open d'Australie (décembre) | Open d'Australie (décembre) |
| ----- | -------------------------- | -------------------------- | --------------------------- | ------------------------- | ----------------------------- | -------------------------- | ---------------------------- | --------------------------- | --------------------------- | --------------------------- |
| 1976  | -                          | -                          | -                           | -                         | -                             | -                          | 2e tour (1/16) Sherry Acker  | Helen Gourlay Gail Sherriff | n/a                         | n/a                         |
| 1977  | -                          | -                          | -                           | -                         | 1er tour (1/32) L. Antonoplis | Kerry Reid Greer Stevens   | 3e tour (1/8) Sherry Acker   | R. Richards B. Stuart       | -                           | -                           |
| 1978  | n/a                        | n/a                        | -                           | -                         | -                             | -                          | 2e tour (1/16) Julie Anthony | Ann Kiyomura Sue Mappin     | -                           | -                           |
| 1979  | n/a                        | n/a                        | 1/4 de finale Sherry Acker  | Ilana Kloss B. Stuart     | 3e tour (1/8) Kerry Reid      | F. Dürr Virginia Wade      | 2e tour (1/16) Kathy Jordan  | D. Marzano F. Thibault      | -                           | -                           |
| 1980  | n/a                        | n/a                        | Victoire Kathy Jordan       | I. Madruga A. Villagrán   | Victoire Kathy Jordan         | Rosie Casals W. Turnbull   | 1/2 finale Kathy Jordan      | Pam Shriver Betty Stöve     | -                           | -                           |
| 1981  | n/a                        | n/a                        | 1/4 de finale Kathy Jordan  | R. Fairbank Tanya Harford | Finale Kathy Jordan           | Navrátilová Pam Shriver    | Victoire Kathy Jordan        | Rosie Casals W. Turnbull    | Victoire Kathy Jordan       | Navrátilová Pam Shriver     |
| 1982  | n/a                        | n/a                        | Victoire Navrátilová        | Rosie Casals W. Turnbull  | Finale Kathy Jordan           | Navrátilová Pam Shriver    | 1/4 de finale Kathy Jordan   | Bettina Bunge Kohde-Kilsch  | 1/2 finale B. J. King       | Navrátilová Pam Shriver     |
| 1983  | n/a                        | n/a                        | Finale Kathy Jordan         | R. Fairbank C. Reynolds   | -                             | -                          | -                            | -                           | -                           | -                           |
| 1984  | n/a                        | n/a                        | 1/4 de finale Kathy Jordan  | K. Horvath V. Ruzici      | Finale Kathy Jordan           | Navrátilová Pam Shriver    | -                            | -                           | -                           | -                           |
| 1985  | n/a                        | n/a                        | 3e tour (1/8) H. Mandlíková | B. Nagelsen Anne White    | 1er tour (1/32) Steffi Graf   | Elise Burgin A. Moulton    | 2e tour (1/16) Rosie Casals  | Kohde-Kilsch Helena Suková  | -                           | -                           |
| 1986  | n/a                        | n/a                        | 1/4 de finale Sharon Walsh  | H. Mandlíková W. Turnbull | 3e tour (1/8) C. Reynolds     | J. Mundel Van Nostrand     | 3e tour (1/8) C. Reynolds    | Kohde-Kilsch Helena Suková  | n/a                         | n/a                         |
| 1987  | -                          | -                          | -                           | -                         | 1/4 de finale Kathy Jordan    | Kohde-Kilsch Helena Suková | -                            | -                           | n/a                         | n/a                         |
| 1988  | -                          | -                          | -                           | -                         | -                             | -                          | 3e tour (1/8) Henricksson    | Steffi Graf G. Sabatini     | n/a                         | n/a                         |
| 1989  | -                          | -                          | -                           | -                         | -                             | -                          | 1er tour (1/32) Anne Hobbs   | E. Smylie W. Turnbull       | n/a                         | n/a                         |
| 1990  | -                          | -                          | -                           | -                         | 3e tour (1/8) W. Turnbull     | Jana Novotná Helena Suková | -                            | -                           | n/a                         | n/a                         |
| 1991  | 1/2 finale Monica Seles    | Patty Fendick MJ Fernández | -                           | -                         | -                             | -                          | 3e tour (1/8) Elna Reinach   | R. Fairbank Kohde-Kilsch    | n/a                         | n/a                         |

Sous le résultat, la partenaire ; à droite, l’ultime équipe adverse.

### En double mixte
| Année | Open d'Australie (janvier), | Open d'Australie (janvier), | Internationaux de France   | Internationaux de France  | Wimbledon                    | Wimbledon                   | US Open                     | US Open                   | Open d'Australie (décembre), | Open d'Australie (décembre), |
| ----- | --------------------------- | --------------------------- | -------------------------- | ------------------------- | ---------------------------- | --------------------------- | --------------------------- | ------------------------- | ---------------------------- | ---------------------------- |
| 1978  | n/a                         | n/a                         | -                          | -                         | -                            | -                           | 1/2 finale Stan Smith       | B. J. King Ray Ruffels    | n/a                          | n/a                          |
| 1979  | n/a                         | n/a                         | 1/4 de finale F. González  | W. Turnbull Bob Hewitt    | -                            | -                           | 1/4 de finale Kevin Curren  | Greer Stevens Bob Hewitt  | n/a                          | n/a                          |
| 1980  | n/a                         | n/a                         | Victoire Billy Martin      | R. Tomanová S. Birner     | 2e tour (1/16) V. Amritraj   | R. Tomanová John Marks      | 1/2 finale Kevin Curren     | Betty Stöve Frew McMillan | n/a                          | n/a                          |
| 1981  | n/a                         | n/a                         | 1/4 de finale Steve Denton | K. Horvath Andrés Gómez   | 1er tour (1/32) Steve Denton | Diane Desfor Eric Fromm     | Victoire Kevin Curren       | J. Russell Steve Denton   | n/a                          | n/a                          |
| 1982  | n/a                         | n/a                         | -                          | -                         | Victoire Kevin Curren        | W. Turnbull John Lloyd      | Victoire Kevin Curren       | B. Potter Ferdi Taygan    | n/a                          | n/a                          |
| 1984  | n/a                         | n/a                         | Victoire Dick Stockton     | Anne Minter Laurie Warder | 3e tour (1/8) Dick Stockton  | Sharon Walsh T. Giammalva   | -                           | -                         | n/a                          | n/a                          |
| 1985  | n/a                         | n/a                         | 3e tour (1/8) T. Giammalva | K. Maleeva E. Sánchez     | 3e tour (1/8) T. Giammalva   | Jo Durie Steve Denton       | -                           | -                         | n/a                          | n/a                          |
| 1986  | n/a                         | n/a                         | -                          | -                         | -                            | -                           | 1er tour (1/16) Kim Warwick | C. Bassett Gary Donnelly  | n/a                          | n/a                          |
| 1987  | -                           | -                           | -                          | -                         | 1er tour (1/32) S. Stewart   | Nicole Provis Darren Cahill | -                           | -                         | n/a                          | n/a                          |
| 1988  | -                           | -                           | -                          | -                         | -                            | -                           | 2e tour (1/8) Kim Warwick   | E. Smylie P. McEnroe      | n/a                          | n/a                          |
| 1989  | -                           | -                           | -                          | -                         | -                            | -                           | 2e tour (1/8) Ken Flach     | B. Nagelsen R. Båthman    | n/a                          | n/a                          |
| 1991  | 1er tour (1/16) Van Emburgh | Mercedes Paz C. Miniussi    | -                          | -                         | -                            | -                           | 1er tour (1/16) Kelly Jones | Jo Durie Laurie Warder    | n/a                          | n/a                          |

Sous le résultat, le partenaire ; à droite, l’ultime équipe adverse.

## Parcours aux Masters

### En simple dames
| # | Date       | Nom de l'édition                    | ($)     | Surface         | Résultat   | Ultime adversaire   | Score    |          |
| - | ---------- | ----------------------------------- | ------- | --------------- | ---------- | ------------------- | -------- | -------- |
| 1 | 22/03/1982 | Avon Circuit Championships New York | 300 000 | Moquette (int.) | 1/2 finale | Martina Navrátilová | 6-4, 6-3 | Parcours |

### En double dames
| # | Date       | Nom de l'édition                            | ($)     | Surface         | Résultat      | Partenaire   | Ultimes adversaires                  | Score         |          |
| - | ---------- | ------------------------------------------- | ------- | --------------- | ------------- | ------------ | ------------------------------------ | ------------- | -------- |
| 1 | 17/03/1980 | Avon Circuit Championships New York         | 300 000 | Moquette (int.) | 1/2 finale    | Kathy Jordan | Billie Jean King Martina Navrátilová | 6-4, 6-3      | Parcours |
| 2 | 07/01/1981 | Colgate Series Championships Washington     | 250 000 | Moquette (int.) | 1/2 finale    | Kathy Jordan | Paula Smith Candy Reynolds           | 6-3, 1-6, 6-4 | Parcours |
| 3 | 14/12/1981 | Toyota Series Championships East Rutherford | 250 000 | Dur (int.)      | 1/2 finale    | Kathy Jordan | Rosie Casals Wendy Turnbull          | 6-2, 6-3      | Parcours |
| 4 | 22/03/1982 | Avon Circuit Championships New York         | 300 000 | Moquette (int.) | Finale        | Kathy Jordan | Martina Navrátilová Pam Shriver      | 6-4, 6-3      | Parcours |
| 5 | 21/03/1983 | Virginia Slims Championships New York       | 350 000 | Moquette (int.) | 1/2 finale    | Kathy Jordan | Claudia Kohde-Kilsch Eva Pfaff       | 4-6, 6-3, 6-2 | Parcours |
| 6 | 27/02/1984 | Virginia Slims Championships New York       | 500 000 | Moquette (int.) | 1/4 de finale | Kathy Jordan | Jo Durie Ann Kiyomura                | 7-5, 6-3      | Parcours |

## Parcours en Coupe de la Fédération
| #                                                                   | Date       | Lieu      | Surface      | Gagnante(s)                     | Perdante(s)                         | Score    |          |
|                                                                     |            |           |              |                                 |                                     |          |          |
| 1984 - 1er tour (groupe mondial) - États-Unis - Mexique - 3 : 0     |            |           |              |                                 |                                     |          |          |
| 1                                                                   | 16/07/1984 | São Paulo | Terre (ext.) | Kathy Jordan Anne Smith         | Claudia Hernandez Alejandra Vallejo | 6-3, 6-0 | Parcours |
|                                                                     |            |           |              |                                 |                                     |          |          |
| 1984 - 2e tour (groupe mondial) - États-Unis - Suisse - 2 : 1       |            |           |              |                                 |                                     |          |          |
| 2                                                                   | 16/07/1984 | São Paulo | Terre (ext.) | Kathy Jordan Anne Smith         | Lilian Drescher C. Jolissaint       | 6-4, 6-3 | Parcours |
|                                                                     |            |           |              |                                 |                                     |          |          |
| 1984 - 1/4 de finale (groupe mondial) - États-Unis - Italie - 2 : 1 |            |           |              |                                 |                                     |          |          |
| 3                                                                   | 16/07/1984 | São Paulo | Terre (ext.) | Kathy Jordan Anne Smith         | Sandra Cecchini Raffaella Reggi     | 6-3, 6-1 | Parcours |
|                                                                     |            |           |              |                                 |                                     |          |          |
| 1984 - 1/2 finale (groupe mondial) - États-Unis - Australie - 1 : 2 |            |           |              |                                 |                                     |          |          |
| 4                                                                   | 16/07/1984 | São Paulo | Terre (ext.) | Elizabeth Sayers Wendy Turnbull | Kathy Jordan Anne Smith             | 7-6, 6-4 | Parcours |

## Classements WTA en fin de saison

### En simple
| Année | 1983 | 1986 | 1987 | 1988 | 1989 | 1990 | 1991 | 2005 | 2006 |
| Rang  | 25   | 78   | 40   | 55   | 42   | 33   | 65   | 953  | 1308 |

Source : (en) « Classements de Anne Smith », sur le site officiel du WTA Tour

### En double
| Année | 2005 |
| Rang  | 473  |

Source : (en) « Classements de Anne Smith », sur le site officiel du WTA Tour